# Атлантида
Атлантида (стгрч.  — „Атласово острво”) је митско острво које је први поменуо старогрчки филозоф Платон у својим дијалозима „Тимај“ и „Критија“, који су написани око 360. п. н. е. Према Платону, Атлантида је била поморска сила која је лежала са друге стране Херкулових стубова која је покорила многе делове западне Европе и Африке 9000 година пре Солона, тј. око 9600. п. н. е. Након неуспешног покушаја да заузме Атину, Атлантида је услед природне катастрофе потонула у океан за један дан и ноћ.
Историчари се не слажу да ли је и колико Платонова прича инспирисана ранијим предањима. У „Критону“, Платон тврди да његови наводи о античкој Атини и Атлантиди потичу још од Солонове посете Старом Египту у 6. веку п. н. е. Солон се у Египту састао са свештеником из Саиса, који му је превео причу о Атињанима и Атлантиди, забележену на једном папирусу. Неки научници тврде да је Платон засновао причу на успоменама на прошле догађаје као што су ерупција Санторинија или Тројански рат, док други тврде да су му инспирација били догађаји из његовог времена, као што је уништење Хеликеа 373. п. н. е. или неуспела атинска инвазија Сицилије 417-413. п. н. е.
Упркос њеног малог значаја у Платоновом раду, прича о Атлантиди имала је значајан утицај на књижевност. Алегоријски аспект Атлантиде био је прихваћен у утопијским радовима неколико ренесансних писаца, као што су Франсис Бејконов Нови Атлантис и Томас Морова Утопија. С друге стране, аматерски научници из деветнаестог века погрешно су протумачили Платонову причу као историјску традицију, посебно у Игнацијус Данелијевом Атлантида: Антедилувијански свет. Платонове нејасне индикације о времену догађаја, од више од 9.000 година пре његовог времена, и наводна локација Атлантиде, „изван Херкулових стубова”, довели су до многобројних псеудонаучних спекулација. Консеквентно, Атлантида је постала појам који означава сваку и све наводно напредне праисторијске изгубљене цивилизације и наставља да инспирише савремену фикцију, од стрипова до филмова.
Док се данашњи филолози и класичари слажу у погледу фикционог карактера приче, још увек се води дебата о томе шта је служило као њена инспирација. Као што је рецимо случај са причом о Гигу, познато је да је Платон слободно позајмио неке од својих алегорија и метафора из старих традиција. То је навело бројне научнике да истраже могућу инспирацију за Атлантиду узимајући у обзир египатске записе о Минојској ерупцији, инвазију Народа са мора, или Тројански рат. Други су одбацили овај ланац традиције као мало вероватан и инсистирају на томе да је Платон створио потпуно фикционалну нацију као свој пример, ослањајући се на своју машту подстакнуту догађајима његовог времена као што је неуспешна Атинска инвазија Сицилије током 415–413. п. н. е. или деструкција Хелике 373. п. н. е.

## Платонов запис
У делу: „Критон“ Платон описује рат између Атланта и остатка тадашњег света и каже да се догодио пре 9.000 година. Податак се односи на рат, а не на катастрофу, која је проузроковала потонуће острва иако је тај рат прекинула природна катастрофа.
Остали антички аутори који су писали или помињали Атлантиду: Прокл (412—485. н. е.), Страбон (25. година не.), Плиније Старији (79. године н. е.), Диодор са Сицилије и многи други.
Према Платону Атлантида је била велико острво, величине као Либија и Азија заједно, и налазило се са оне стране Хераклеових стубова (Гибралтар). То је била плодна и богата земља, која је давала две жетве годишње. Становништво се бавило земљорадњом, сточарством, и занатима. Копали су и топили руде. Најцењенији метал је било злато, кога је било у изобиљу и један метал са називом орихалк који се могао наћи свуда по острву.
У средини острва налазила су се два извора: један са хладном и један са топлом водом. Око њих су становници изградили базене за купање од којих су неки били покривени. Постојало је више градова и три пристаништа.
Земљом је управљао Атлант уз помоћ 10 царева. Састајали су се сваких 6 година и доносили законе и судили.
Становништво је уживало у срећи и богатству све док њихови цареви, нису решили да зарате са остатком света. Војску остатка света су предводили Јелини, а на њиховом челу су били Атињани. У страховитој бици Грци су однели потпуну победу и спречили да се Атлантиђани прошире са „ове стране Херкулових стубова“.
У јеку најжешћих битака затутњали су страшни земљотреси и Атлантида је потонула у море.

## Интерпретације

### Древна времена
Неки древни писци сматрали су Атлантиду фиктивним или метафоричким митом, док су други веровали да је она заиста постојала. Аристотел је веровао да је Платон, његов учитељ, измислио Атлантиду да би тако подучавао филозофију. Филозоф Крантор, ученик Платоновог ученика Ксенократа, често се наводи као пример писца који су причу о Атлантиди сматрали историјском чињеницом. Његово дело, тумачење "Тимеја", изгубљено је, али је Проклус, који је био неоплатониста петог века п. н. е., писао о томе. У савременој књижевности се, судећи по Проклусовим списима, претпоставља да је Крантон посетио Египат, разговарао са свештеницима и видео хијероглифе који потврђују причу, или да је о њима сазнао преко других који су посетили Египат. Проклус је писао:
Што се тиче целог овог извештаја о Атлантиђанима, неки кажу да је то необична историја, као Крантон, први који коментатор Платона. Крантон такође каже да су Платона његови савременици шаљиво исмевали што није био оснивач своје Републике, него је копирао институције египатске. Платон је довољно озбиљно примио ове критике и стога приписао Египћанима ову причу о Атињанима и Атлантиђанима, тако да их натера да кажу да су Атињани некада живели по том систему.
Следећа се реченица често преводи као "Крантор додаје и то да су овоме посведочили пророци египатски, који тврде да су ови подаци (о којима је беседио Платон) написани на још увек очуваним стубовима". Међутим, у оригиналу, реченица не почиње са "Крантор" него са "Он", а то да ли се то односило на Крантора или Платона је предмет значајне расправе. Присталице теорије о Атлантиди као миту, али и присталице теорије о њој као историјској чињеници, верују да се ова заменица односила на Крантона.
Алан Камерон тврди да се заменица односи на Платона и да, када је Проклус написао "морамо имати на уму, кад узмемо у обзир све подвиге Атињана, да то није ни обичан мит, а ни необична историја, иако неки верују да је историја, а други да је мит", да је он сматрао Кранторово мишљење као ништа више него обичан лични став; он га је заправо прво цитирао, а затим његово виђење одбацио као један од два неприхватљива екстрема.

## Разлози нестанка
Постоји много легенди о Атлантиђанима и о томе како је њихова напредна цивилизација нестала. По једној легенди, уништили су сами себе погрешном употребом некакве страшне енергије, а по другој, богови су их казнили јер су почели да ратују против својих пријатеља и да убијају људе због своје похлепе и за већим богатством.
У средњем веку људи су били сигурни да је Атлантида заиста постојала, и чак се веровало да је тај мистични континент стајао на месту данашњег Атлантског океана (одатле и име - Атлантида). Тада су истраживачи пловили свуда по свету у потрази за овом мистеријом, налазећи успут Северну и Јужну Америку, Кину, Јапан и Аустралију.

## Модерни мит
Модерни мит о овом континенту почео је 1882. године објављивањем књиге Атлантида коју је написао Американац Игнацијус Донели.

## Древна цивилизација
Данас има доста археолога широм света који мисле да је мит о Атлантиди настао са великим вулканским ерупцијама у Егејском мору које су уништиле тада моћну и богату минојску цивилизацију на данашњем острву Санторини око 1450. п. н. е.